# Hege Hansen
Hege Hansen (24 ottobre 1990) è una calciatrice norvegese, attaccante del Klepp e della nazionale norvegese.

## Carriera

### Club
Hege Hansen si avvicina al calcio fin dalla giovane età iniziando a giocare nel Bryne per passare, dall'inverno 2005 al Klepp facendo il suo debutto in Toppserien, massimo livello del campionato norvegese femminile di calcio, dalla stagione 2006. Con il Klepp rimane fino a metà stagione 2010 per trasferirsi all'Arna-Bjørnar, società con la quale rimane fino al termine della stagione 2014 per poi tornare, nel calciomercato invernale, al Klepp per la stagione entrante.
Nell'inverno 2015 trova un accordo con l'Avaldsnes che, grazie alla seconda posizione conquistata in campionato, le dà l'opportunità di esordire in UEFA Women's Champions League nella stagione 2016-2017. Con la squadra del comune di Karmøy rimane una sola stagione per tornare al Klepp dopo il termine del campionato 2016.

### Nazionale
Nel 2005 la federazione calcistica della Norvegia (Norges Fotballforbund - NFF) la convoca per vestire la maglia della Nazionale norvegese Under-17 con la quale scende in campo per la prima volta il 14 maggio, nella partita persa 2-1 con le pari età della Svezia.
In seguito ha giocato nelle altre giovanili norvegesi, dall'Under-19, disputando le fasi finali del campionato europeo femminile Under 19 di calcio, dal 2007 al 2009, all'Under-23.
Dal 2012 gioca nella nazionale maggiore (in cui ha esordito in 17 gennaio 2014 contro la Svezia), venendo inserita in rosa nella formazione che disputa il Mondiale di Canada 2015.